# Per passar l'estona
Per passar l'estona és un recull de 113 articles de Josep Pla publicats a la revista Destino entre 1943 i 1979. Van ser publicats el 1979 com a trenta-dosè volum de la seva Obra Completa. Els articles han estat traduïts al català i tracten diferents temes com els vins d'Alsàcia o els noms dels vaixells de vela.
| «                             | Els meus escrits m'han permès d'enfrontar-me amb les coses que m'agraden: descriure un paisatge, l'enigma del mar, espiar la insensatesa de la vida dels homes i les dones, trobar un adjectiu al vol d'un ocell, a les corbes d'una noia jove, què dir davant la petulància d'una flor. El resultat de tot això no sé quin és, però es troba en aquesta immensa paperassa que vostès tenen al davant i que constitueix l'Obra Completa. Gairebé res, tota la meva vida. | » |
| — Josep Pla al prefaci (1979) | |   |